# Aliuscanthoniola similaris
Aliuscanthoniola similaris là một loài bọ cánh cứng trong họ Bọ hung (Scarabaeidae).